# Iklin
Iklin Málta egyik helyi tanácsa a nagy sziget közepén, Naxxar tőszomszédságában. Lakossága 3203 fő. Neve a rozmaring máltai nevéből (klin) származik.

## Története
Bár Iklin területén csak 1954-ben épült az első lakóház (a Dar il-Lewża), a környéken azonban nemrég megalitikus templom nyomaira bukkantak, ám a romokat sosem kutatták szakszerűen. 1986-ban Tar-Raddiena környékén újabb megalitikus romok kerültek elő. 1975-ben római villa nyomait találták meg, ám a területet ásatás nélkül lerombolták és beépítették.
A középkorban kápolna állt a Chili-nek nevezett területen, ami az 1575-ös apostoli látogatásról szóló beszámoló szerint romos állapotban volt. Az új Szent Mihály-kápolna 1615 körül épült.
A község első épülete a 60-as évek végéig az egyetlen maradt. A 70-es évektől luxusvillák épültek az ún. Upper Iklin részen. A 80-as években a szaporodó lakóházak miatt összekötő út épült az Egyetem felől. 1994 óta Málta egyik helyi tanácsa. Csak 2005-ben lett önálló egyházközség, korábban Ħal Lija része volt. A környéken, főként Birkirkara és a kelet-nyugati főút közelsége miatt, kereskedelmi- és bevásárlóközpontok épülnek.

## Önkormányzata
Iklint öttagú helyi tanács irányítja. A jelenlegi, 7. tanács 2012 óta van hivatalban.
Polgármester:
- Anthony Dalli (Nemzeti Párt, n.a.-2012-)

## Nevezetességei
- Szent Mihály-kápolna (San Mikiel):[4] hagyományos máltai formájú kápolna: téglalap alaprajzú kőépület, amelybe csak az ajtón és az ajtó fölötti ablakon jut be fény. A boltíves tetőre azért volt szüksége, hogy ne kelljen fa tetőszerkezet

## Sport
Utánpótlás labdarúgó-csapata a Lija/Iklin Football Youth Nursery.

## Közlekedése
Autóval a sziget bármely részéről könnyen elérhető.
Autóbusszal a következő járatokkal érhető el (2011. július 3 után):
- 31 (Valletta-Qawra)
- 41 (Valletta-Ċirkewwa)
- 42 (Valletta-Mosta)